# Wapen van Cranendonck

Wapen van de gemeente Cranendonck

Het wapen van Cranendonck  werd op 23 februari 1998 aan de Noord-Brabantse gemeente Cranendonck toegekend. Deze gemeente was op 1 januari 1997 ontstaan door samenvoeging van de gemeenten Budel en Maarheeze. Aanvankelijk heette de nieuwe gemeente Budel, maar deze naam werd op 28 januari 1998 gewijzigd in Cranendonck.

## Geschiedenis
Het wapen met de drie hoorns is dat van de familie Van Cranendonck, een tak van het Huis Horne. In het wapen van Budel zijn de hoorns omgewend, zoals dat in het wapen van deze tak tot 1316 het geval was. De kleuren in het nieuwe wapen zijn historisch. De adelaar is eveneens afkomstig uit het wapen van Budel. Deze adelaar, van oorsprong afkomstig uit het wapen van Aken, is eveneens in de historische kleuren afgebeeld. De kraanvogel uit het wapen van Maarheeze is niet in het wapen van Cranendonck opgenomen, maar wel in de vlag van de gemeente.

## Beschrijving
De beschrijving van het wapen van Cranendonck luidt:
In zilver drie hoorns van keel, geopend, gemond en beslagen van zilver. Het schild geplaatst op een adelaar van sabel, gebekt, getongd en geklauwd van keel.
N.B.:
- De heraldische kleuren zijn keel (rood), zilver (wit) en sabel (zwart).

## Verwante wapens

Het wapen van Budel, met de adelaar.
Het wapen van Aken
Het wapen van Maarheeze. De kraanvogel uit dit wapen is in de vlag van Cranendonck opgenomen.